# Keratoisis gracilis
Keratoisis gracilis är en korallart som först beskrevs av Thomson och Henderson 1906.  Keratoisis gracilis ingår i släktet Keratoisis och familjen Isididae. Inga underarter finns listade i Catalogue of Life.